# Croce al merito militare (Meclemburgo-Schwerin)
La croce al merito militare del Granducato di Meclemburgo-Schwerin (Militärverdienstkreuz von Grossherzogtum Mecklemburg-Schwerin) fu un'onorificenza fondata dal Granduca Federico Francesco II di Meclemburgo-Schwerin il 5 agosto 1848 e poi divenuto una delle onorificenze degli stati confederati tedeschi con l'annessione alla Confederazione germanica e la creazione dell'Impero di Germania.
Per certi aspetti, la croce al merito militare del Meclemburgo-Schwerin era modellata sulla forma della croce di ferro prussiana in quanto aveva il medesimo valore di premio. Come l'onorificenza prussiana essa era divisa in due classi distinte, concesse per meriti specifici che venivano indicati sulle braccia della croce stessa. Ad ogni modo, sono ad oggi conosciute molte versioni di questa croce (per la guerra franco-prussiana, per la prima guerra mondiale, nella seconda guerra mondiale dal governo nazista).
La prima versione, datata 1848 e 1849, venne concessa a quanti avessero dimostrato particolari meriti militari durante la Prima guerra dello Schleswig e nella repressione degli atti rivoltosi dei medesimi anni. Nel 1859 molti ufficiali e soldati austriaci ne furono insigniti per i meriti universalmente riconosciuti all'esercito austriaco per i combattimenti nella seconda guerra di indipendenza in Italia. Un'altra versione venne creata nel 1864 per la Seconda guerra dello Schleswig, la cosiddetta Guerra tedesco-danese. Una nuova versione venne coniata per la partecipazione del Meclemburgo-Schwerin al fianco della Prussia con altri stati del Nord della Germania nella Guerra austro-prussiana del 1866.
La versione del 1870 venne creata per la partecipazione alla guerra franco-prussiana, ove coloro che si fossero distinti ricevevano sia la croce di ferro prussiana che la medaglia al merito militare del Meclemburgo-Schwerin.
Nel 1877 venne creata una nuova versione per quanti si fossero distinti nella guerra russo-turca (1877-1878) nell'ambito della questione della liberazione della Romania dal dominio ottomano, soprattutto per il fatto che la nonna del granduca Federico Francesco II era stata la granduchessa Elena Pavlovna di Russia, la cui figlia aveva sposato il figlio dello zar Alessandro II di Russia e cuo figlio, Federico Francesco III, sposerà la granduchessa Anastasia Mikhailovna di Russia nel 1879. Inoltre la casata principesca regnante in Romania era derivata da un ramo cattolico degli Hohenzollern, regnanti in Prussia e poi sull'Impero di Germania.
Venne creata nel 1900 la versione per commemorare quanti si fossero distinti nella ribellione dei Boxer del 1900-1901 e una versione non datata venne creata con tutta probabilità nei medesimi anni per distinguere quanti si fossero distinti nei conflitti coloniali in Africa ove l'Impero tedesco tentava a fatica di impiantare le proprie colonie.
Nei primi giorni di agosto del 1914 l'Impero tedesco entrò nella prima guerra mondiale ed il 28 febbraio 1915 il Granduca Federico Francesco IV di Meclemburgo-Schwerin autorizzò una nuova versione della medesima decorazione, ma venne datata al 1914 per commemorare l'inizio del conflitto. Con l'abdicazione di Federico Francesco IV del 14 novembre 1918, la medaglia divenne obsoleta e non venne più conferita.

## Descrizione
In tutte le sue versioni la decorazione aveva le medesime forme: una croce patente di bronzo dorato di forme simili alla croce di ferro ma con le braccia della croce un po' più strette. Sul retro il braccio centrale riportava una corona, al centro si trovavano le iniziali "FF" (Federico Francesco) e sotto la data ad eccezione della versione coloniale. Il retro della II Classe riportava anche la legenda "Für Auszeichnung im Kriege" ("Per distinzione nel conflitto").
Il nastro era azzurro con una striscia gialla e rossa per ciascuna parte.

## Insigniti notabili
- Alberto di Württemberg (1914 I e II Classe) - feldmaresciallo tedesco della prima guerra mondiale.
- Fedor von Bock (1914 II Classe) - ricevette anche l'ordine Pour le Mérite; feldmaresciallo della seconda guerra mondiale.
- Berthold von Deimling (1914 II Classe) - generale tedesco durante la prima guerra mondiale.
- Nikolaus von Falkenhorst (1914 II Classe) - generale durante la seconda guerra mondiale.
- Federico Francesco II di Meclemburgo-Schwerin (1870(?) I e II Classe) - granduca e comandante durante la campagna di Loira della guerra franco-prussiana.
- Federico Francesco III di Meclemburgo-Schwerin (1870 II Classe) - erede al trono e granduca.
- Federico d'Asburgo-Teschen (1914 I e II Classe) - Austro-Hungarian field marshal in World War I.
- Paul von Hindenburg (1914 I e II Classe) - feldmaresciallo nella Prima Guerra mondiale.
- Franz von Hipper (1914 II Classe) - ammiraglio e comandante nella Battaglia dello Jutland; ricevette anche l'ordine Pour le Mérite e l'ordine militare di Massimiliano Giuseppe.
- Günther von Kluge (1914 II Classe) - feldmaresciallo nella seconda guerra mondiale.
- Wilhelm von Leeb (1914 II Classe) - ricevette anche l'ordine militare di Massimiliano Giuseppe; feldmaresciallo durante la seconda guerra mondiale.
- Erich Ludendorff (1914 II Classe e forse anche I) - generale della prima guerra mondiale
- August von Mackensen (1914 I e II Classe) - feldmaresciallo nella prima guerra mondiale.
- Helmuth Karl Bernhard von Moltke (1870(?) I e II Classe) - feldmaresciallo
- Karl August Nerger (1900 II Classe, 1914 I e II Classe) - comandante della SMS Wolf
- Reinhard Scheer (1914 I e II Classe) - ammiraglio e comandante nella battaglia dello Jutland
- Rupprecht di Baviera (1914 I e II Classe) - feldmaresciallo nella prima guerra mondiale.
- Alfred von Schlieffen (1870 I e II Classe) - capo dello staff generale delle truppe tedesche ed ideatore del "piano Schlieffen".
- Heinrich von Vietinghoff (1914 II Classe) - generale nella seconda guerra mondiale.
- Guglielmo II di Germania (1914 I e II Classe) - imperatore e re di Prussia
- Guglielmo, principe di Germania (1914 I e II Classe) - principe ereditario di Germania e Prussia; feldmaresciallo durante la prima guerra mondiale.